# Paris (álbum de Supertramp)
Paris es el primer álbum en directo del grupo británico Supertramp, publicado por la compañía discográfica A&M Records en septiembre de 1980. El álbum, grabado en The Pavillion de París, Francia y cuyo título original iba a ser Roadworks, incluyó versiones en directo de los principales éxitos del grupo entre los lanzamientos de Crime of the Century (1974) y Breakfast in America (1979). 
Tras su publicación, Paris obtuvo un notable éxito comercial al alcanzar el puesto ocho en la lista estadounidense Billboard 200 y ser certificado como disco de oro por la RIAA al superar el medio millón de copias vendidas en el país. Además, el sencillo «Dreamer» reportó al grupo su segundo número uno en Canadá después de «The Logical Song» y entró en el top 20 en la lista estadounidense Billboard Hot 100.

## Grabación
Según Roger Hodgson, Supertramp tenía varias razones para grabar un álbum en directo, incluyendo el deseo de introducir las canciones anteriores a Breakfast in America para sus seguidores en los Estados Unidos, así como un sentimiento mutuo de que algunas de sus canciones mejoraban en vivo. Sin embargo, Hodgson también admitió que el principal propósito del álbum era «ganar tiempo», ya que el grupo estaba siendo presionado para grabar un sucesor a Breakfast in America y necesitaban salir de la rutina del estudio para considerar la dirección a tomar en el nuevo trabajo. Con el respiro de Paris, el siguiente disco de estudio no estaría terminado como mínimo hasta 1981, por lo que necesitaban algo con lo que «llenar el vacío».
Usando el estudio móvil del grupo, grabaron varios conciertos en Canadá y Europa. Sin embargo, cuando Peter Henderson y Russel Pope presentaron al grupo cintas sin etiquetar con las primeras mezclas de las grabaciones y estos votaron sus canciones favoritas, la mayoría de los votos coincidieron casualmente con el concierto grabado el 29 de noviembre en el Pavillion de París. Unas pocas canciones fueron tomadas de otros conciertos durante la estancia del grupo en París, y también se añadieron algunas sobregrabaciones, principalmente en las voces y en los teclados de John Helliwell. Sin embargo, Helliwell sostuvo que la técnica de sobregrabación fue mínima en comparación con la mayoría de los álbumes en directo de la época: «Mucha gente, cuando hacen un álbum en directo, solo mantienen la batería y el bajo y rehacen todo lo demás».
La lista de canciones de Paris incluyó casi todo el álbum Crime of the Century, con la excepción de «If Everyone Was Listening», así como tres canciones de Crisis? What Crisis?, dos de Even in the Quietest Moments, tres de Breakfast in America y «You Started Laughing», cara B del sencillo «Lady». «Give a Little Bit» fue interpretada durante la gira pero no se incluyó en el álbum porque, según Hodgson, «nos quedamos boquiabiertos cuando escuchamos de nuevo las cintas en directo para encontrar lo malas que eran las versiones. No había una sola versión que quisiésemos poner en el álbum». Otras canciones en la gira pero no presentes en el álbum fueron «Goodbye Stranger», «Even inthe Quietest Moments», «Downstream», «Child of Vision» y «Another Man's Woman». Todas estas canciones fueron publicadas en el disco extra de la reedición de Breakfast in America en 2010.

## Recepción
En una breve reseña retrospectiva, Stephen Thomas Erlewine de Allmusic escribió: «Grabado en la estela del éxito mundial de Breakfast in America, Paris es un álbum en directo competente, pero en última instancia innecesario, que no cumple con los estándares del material de estudio de Supertramp». Por otra parte, la revista Sputnikmusic escribió: Al final, se trata del álbum en directo por excelencia del grupo. Paris contiene las canciones más memorables de Supertramp, cuenta con su formación clásica, y las interpretaciones son casi impecables. Además de eso, fue grabado poco antes de la salida de Roger Hodgson, por lo que es el testamento final del Supertramp clásico. Si alguna vez quieres saber qué es lo más grande de esta banda, éste no es un mal punto de partida. Si ya conoces su trabajo, es el álbum en directo a conseguir».

## Live in Paris '79
En julio de 2006, las cintas maestras de los conciertos fueron descubiertas en una granja propiedad de Bob Siebenberg junto a material audiovisual filmado durante los conciertos de París. El sonido fue restaurado en los estudios Cups 'N Strings de Santa Mónica (California) bajo la supervisión de Russel Pope, mientras que el material de archivo fue restaurado y transferido a alta definición a partir de la película de 16 mm original.
En agosto de 2012, después de años de retraso, el material audiovisual fue publicado en el DVD Live in Paris '79. La publicación fue desaprobada por Roger Hodgson, quien alegó que Siebenberg, John Helliwell y Dougie Thomson, promotores de su lanzamiento, estaban «intentando adueñarse de nuestros derechos como compositores». En un comunicado, Hodgson dijo haber estado trabajando con el grupo durante la primavera de 2011, pero que, después de las objeciones de Rick Davies por «temas de calidad», «descubrí que los miembros de la banda habían estado trabajando en el DVD todo este tiempo de forma secreta y a mis espaldas». Como respuesta, la Sociedad Supertramp y Eagle alegaron que Hodgson «había estado informado sobre todo el proceso de edición y mezcla» y que «nunca expresó queja alguna a la edición o las mezclas de sonido».
A pesar de las desavenencias, Live in Paris '79 obtuvo un notable éxito comercial al alcanzar el primer puesto en las listas de DVD más vendidos de Alemania, Bélgica, Noruega, Austria, Países Bajos y Suiza.

## Lista de canciones
Todas las canciones escritas y compuestas por Rick Davies y Roger Hodgson. 
| Cara A |                       |                  |          |  |
| N.º    | Título                | Voz principal    | Duración |  |
| 1.     | «School»              | Hodgson y Davies | 5:41     |  |
| 2.     | «Ain't Nobody But Me» | Davies           | 5:24     |  |
| 3.     | «The Logical Song»    | Hodgson          | 3:56     |  |
| 4.     | «Bloody Well Right»   | Davies           | 7:23     |  |

| Cara B |                        |               |          |  |
| N.º    | Título                 | Voz principal | Duración |  |
| 1.     | «Breakfast in America» | Hodgson       | 2:57     |  |
| 2.     | «You Started Laughing» | Davies        | 4:02     |  |
| 3.     | «Hide in Your Shell»   | Hodgson       | 6:54     |  |
| 4.     | «From Now On»          | Davies        | 7:05     |  |

| Cara C |                   |                  |          |  |
| N.º    | Título            | Voz principal    | Duración |  |
| 1.     | «Dreamer»         | Hodgson y Davies | 3:44     |  |
| 2.     | «Rudy»            | Davies y Hodgson | 7:08     |  |
| 3.     | «A Soapbox Opera» | Hodgson          | 4:51     |  |
| 4.     | «Asylum»          | Davies y Hodgson | 6:51     |  |

| Cara D |                          |               |          |  |
| N.º    | Título                   | Voz principal | Duración |  |
| 1.     | «Take the Long Way Home» | Hodgson       | 4:57     |  |
| 2.     | «Fool's Overture»        | Hodgson       | 10:57    |  |
| 3.     | «Two of Us»              | Hodgson       | 1:25     |  |
| 4.     | «Crime of the Century»   | Davies        | 6:31     |  |

## Personal
| Supertramp - Rick Davies: voz, teclados y armónica - John Helliwell: saxofón, teclados, instrumentos de viento y coros - Roger Hodgson: voz, guitarra y teclados - Bob C. Benberg: batería y percusión - Dougie Thomson: bajo | Equipo técnico - Peter Henderson: productor e ingeniero de sonido - Russel Pope: productor e ingeniero de sonido - Bernie Grundman: ingeniero, mezclas y masterización - Mike Doud: diseño - Cindy Marsh: ilustración de portada - Mark Hanauer: fotografía |

## Posición en listas
| País                | Lista                           | Posición |
| ------------------- | ------------------------------- | -------- |
| Alemania Occidental | West German Media Control Chart | 5        |
| Australia           | Kent Music Report               | 3        |
| Austria             | Austrian Albums Chart           | 7        |
| Canadá              | RPM Albums Chart                | 3        |
| Estados Unidos      | Billboard 200                   | 8        |
| Francia             | French SNEP Albums Chart        | 9        |
| Italia              | Italian Albums Chart            | 18       |
| Noruega             | VG-lista Albums Chart           | 6        |
| Nueva Zelanda       | New Zealand Albums Chart        | 1        |
| Países Bajos        | Dutch Albums Chart              | 2        |
| Reino Unido         | UK Albums Chart                 | 7        |
| Suecia              | Swedish Albums Chart            | 12       |
| Suiza               | Swiss Albums Chart              | 1        |

| Sencillo                 | País                | Lista                           | Posición |
| ------------------------ | ------------------- | ------------------------------- | -------- |
| «Dreamer»                | Australia           | Kent Music Report               | 39       |
| «Dreamer»                | Canadá              | RPM Singles Chart               | 1        |
| «Dreamer»                | Estados Unidos      | Billboard Hot 100               | 15       |
| «Dreamer»                | Países Bajos        | Dutch Top 40                    | 31       |
| «Take the Long Way Home» | Alemania Occidental | West German Media Control Chart | 53       |

## Certificaciones
| País           | Organismo certificador | Certificación | Ventas certificadas | Ref.   |
| -------------- | ---------------------- | ------------- | ------------------- | ------ |
| Estados Unidos | RIAA                   | Oro           | 250 000             | [ 5 ]  |
| Francia        | SNEP                   | Oro           | 100 000             | [ 26 ] |
| Canadá         | CRIA                   | Platino       | 100 000             | [ 27 ] |
| Alemania       | BVMI                   | Oro           | 250 000             | [ 28 ] |
| Reino Unido    | BPI                    | Oro           | 100 000             | [ 29 ] |